# Adrian Fein
Adrian Fein, né le 18 mars 1999 à Munich, est un footballeur allemand qui évolue au poste de milieu de terrain au SC Verl.

## Biographie

### En sélection
Avec les moins de 18 ans, il dispute quatre rencontres lors de l'année 2016, avec pour bilan quatre victoires.
Avec les moins de 19 ans, il inscrit un but lors d'un match amical face à l'Angleterre, le 5 septembre 2017 (victoire 1-3). 
Par la suite, avec les moins de 20 ans, il dispute une rencontre face aux Pays-Bas le 12 octobre 2018, match au terme duquel les deux équipes se neutralisent (1-1).
Le 5 septembre 2019, il joue son premier match avec les espoirs, lors d'une rencontre amicale face à la Grèce (victoire 2-0).

## Statistiques
| Saison                | Club                   | Championnat           | Championnat | Championnat | Championnat | Coupe(s) nationale(s) | Coupe(s) nationale(s) | Coupe(s) nationale(s) | Compétition(s) continentale(s) | Compétition(s) continentale(s) | Compétition(s) continentale(s) | Compétition(s) continentale(s) | Total | Total | Total |
| Saison                | Club                   | Division              | M.          | B.          | P.d.        | M.                    | B.                    | P.d.                  | Comp.                          | M.                             | B.                             | P.d.                           | M.    | B.    | P.d.  |
| 2017-2018             | Bayern Munich II       | Regionalliga          | 27          | 1           | 3           | -                     | -                     | -                     | -                              | -                              | -                              | -                              | 27    | 1     | 3     |
| 2018-2019             | Bayern Munich II       | Regionalliga          | 6           | 1           | 2           | -                     | -                     | -                     | -                              | -                              | -                              | -                              | 6     | 1     | 2     |
| Sous-total            | Sous-total             | Sous-total            | 33          | 2           | 5           | -                     | -                     | -                     | -                              | -                              | -                              | -                              | 33    | 2     | 5     |
| 2018-2019             | Jahn Ratisbonne (prêt) | 2. Bundesliga         | 21          | 0           | 2           | -                     | -                     | -                     | -                              | -                              | -                              | -                              | 21    | 0     | 2     |
| Sous-total            | Sous-total             | Sous-total            | 21          | 0           | 2           | -                     | -                     | -                     | -                              | -                              | -                              | -                              | 21    | 0     | 2     |
| 2019-2020             | Hambourg SV (prêt)     | 2. Bundesliga         | 30          | 1           | 2           | 2                     | 0                     | 1                     | -                              | -                              | -                              | -                              | 32    | 1     | 3     |
| Sous-total            | Sous-total             | Sous-total            | 30          | 1           | 2           | 2                     | 0                     | 1                     | -                              | -                              | -                              | -                              | 32    | 1     | 3     |
| 2020-2021             | PSV Eindhoven (prêt)   | Eredivisie            | 13          | 1           | 1           | 2                     | 0                     | 0                     | C3                             | 3                              | 0                              | 2                              | 18    | 1     | 3     |
| Sous-total            | Sous-total             | Sous-total            | 13          | 1           | 1           | 2                     | 0                     | 0                     | -                              | 3                              | 0                              | 2                              | 18    | 1     | 3     |
| 2021-2022             | Greuther Fürth (prêt)  | Bundesliga            | 3           | 0           | 0           | 1                     | 0                     | 0                     | -                              | -                              | -                              | -                              | 4     | 0     | 0     |
| Sous-total            | Sous-total             | Sous-total            | 3           | 0           | 0           | 1                     | 0                     | 0                     | -                              | -                              | -                              | -                              | 4     | 0     | 0     |
| 2022-2023             | Excelsior Rotterdam    | Eredivisie            | 9           | 0           | 0           | 1                     | 0                     | 0                     | -                              | -                              | -                              | -                              | 10    | 0     | 0     |
| Sous-total            | Sous-total             | Sous-total            | 9           | 0           | 0           | 1                     | 0                     | 0                     | -                              | 0                              | 0                              | 0                              | 10    | 0     | 0     |
| Total sur la carrière | Total sur la carrière  | Total sur la carrière | 109         | 4           | 10          | 6                     | 0                     | 1                     | -                              | 3                              | 0                              | 2                              | 118   | 4     | 13    |

## Palmarès
- Vainqueur de la Supercoupe de l'UEFA en 2020 avec le Bayern Munich
- Vainqueur de la Supercoupe d'Allemagne en 2020 avec le Bayern Munich